# Cyornis hainanus
Cyornis hainanus е вид птица от семейство Muscicapidae.

## Разпространение
Видът е разпространен в Камбоджа, Китай, Хонконг, Лаос, Мианмар, Тайланд и Виетнам.